# The Guitar
The Guitar (br: A Guitarra) é um filme americano lançado em 2008, que conta a história de uma mulher a quem é diagnosticada uma doença terminal. Tendo dois meses de vida, decide realizar os seus sonhos, sendo um deles aprender a tocar guitarra eléctrica.

## Elenco
- Saffron Burrows	 ... 	Melody Wilder
- Isaach De Bankolé	... 	Roscoe Wasz
- Paz de la Huerta	... 	Constance 'Cookie' Clemente
- Mia Kucan	... 	Young Mel
- Adam Trese	... 	Mr. Laffs
- Janeane Garofalo	... 	Dr. Murray